# Cellule souche
Pour les articles homonymes, voir Cellule souche (homonymie).

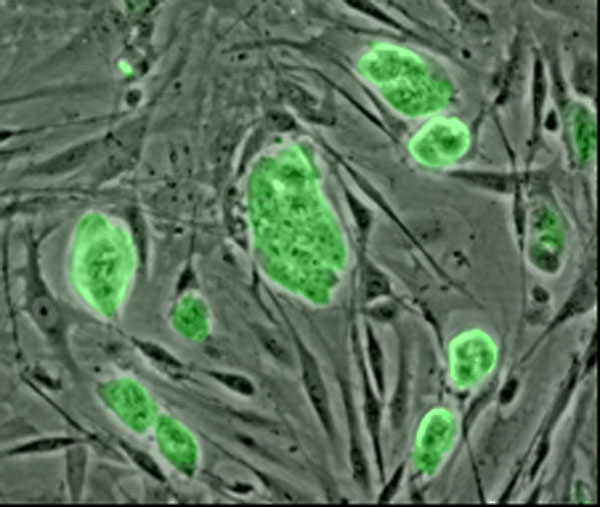
Cellules souches embryonnaires de souris en culture.

En biologie cellulaire, une cellule souche est une cellule indifférenciée capable, à la fois, de générer des cellules spécialisées par différenciation cellulaire et de se maintenir dans l'organisme par division symétrique ou division asymétrique. Les cellules souches sont présentes chez tous les êtres vivants multicellulaires. Elles jouent un rôle central dans le développement des organismes ainsi que dans le maintien de leur intégrité au cours de la vie.
L'étude des cellules souches animales est un domaine de recherche très actif notamment en raison de leurs applications en médecine. Ce domaine d'étude a récemment connu une rapide expansion avec la mise au point de techniques permettant de générer, en culture, des cellules souches pluripotentes à partir de n'importe quelle cellule du corps, ces cellules souches sont dites induites. Cependant, les cellules souches sont également présentes chez les autres formes de vie pluricellulaire comme dans les méristèmes des plantes.

## Classement selon leur potentiel
Les cellules souches peuvent se distinguer en fonction de leur potentiel de différenciation :
- les cellules souches totipotentes : pouvant donner tout type cellulaire, et donc un organisme entier ;
- les cellules souches pluripotentes : capables de donner tous les types cellulaires sauf les annexes embryonnaires ;
- les cellules souches multipotentes : susceptibles de donner différents types de cellules mais n'appartenant pas à tous les feuillets (par exemple les cellules de crête neurale donnent naissance à des cellules ectodermiques et mésodermiques mais pas endodermiques[2])
- les cellules souches unipotentes : qui ne peuvent donner qu'une seule sorte de cellule (elles peuvent cependant, comme toute cellule souche, s'auto-renouveler, d'où l'importance de les distinguer des précurseurs). On peut citer comme exemple les cellules satellites des muscles striés squelettiques.

## Classement selon leur origine
Pour les recherches scientifiques ou médicales, les cellules souches humaines (et plus généralement de mammifères) peuvent aussi être classées par rapport à leur origine : embryonnaire, fœtale ou adulte.
Les équipes de James Alexander Thomson aux États-Unis (sur des blastocystes humains) et de Shinya Yamanaka au Japon (cellules de souris) ont réussi en 2007 à dédifférencier des cellules adultes en cellules souches embryonnaires par transformation génétique. Ceci pourrait marquer une avancée importante, puisqu'elle permettrait la recherche sur les cellules souches embryonnaires sans utiliser d'embryons à cette fin.
En 2007, le professeur Yamanaka (Université de Kyoto) a réussi à produire des cellules souches à partir de cellules somatiques adultes, par l'introduction de facteurs de transcription dans des cellules somatiques. Un des problèmes, qui était l'utilisation d'un oncogène c-myc, a été levé un an plus tard par la même équipe. Ces cellules peuvent sous l'action de certains facteurs (également oncogènes) se différencier en divers types de tissus, et on espère dans un futur proche, pouvoir utiliser des cellules souches pour soigner des maladies cérébrales telles que la maladie d'Alzheimer.

### Embryonnaires
Aussi appelées « cellules ES » (de l'anglais embryonic stem, « souches embryonnaires »), ce sont des cellules souches pluripotentes présentes dans l'embryon peu de temps après la fécondation jusqu'au stade de développement dit de blastocyste où elles constituent encore la masse cellulaire interne (les autres cellules du blastocyste sont les cellules du trophectoderme).
Ces cellules sont à l'origine de tous les tissus de l'organisme adulte et sont ainsi pluripotentes. Elles peuvent être isolées et cultivées in vitro à l'état indifférencié. Dans des conditions de cultures précises (mise en suspension, facteurs de croissance particuliers…), on peut orienter leur différenciation vers un type cellulaire donné :
- ectoderme (neurones, peau) ;
- mésoderme (muscle, sang, os, cartilage) ;
- endoderme (Poumon, intestin, foie) ;
- gamètes (Spermatozïdes, ovocytes).

Les cellules souches embryonnaires ont été isolées et cultivées chez la souris à partir du début des années 1980 et ont permis de mettre au point la technique d'invalidation de gène par recombinaison homologue (ou knock-out) qui permet, après réintroduction de ces cellules mutées dans un embryon receveur et des croisements, d'obtenir des souris homozygotes pour une mutation dans un gène donné.
Elles sont en pratique prélevées à partir des cellules de la masse interne du blastocyste (un embryon faisant moins de 150 cellules), ce qui nécessite la destruction de l'embryon. Elles peuvent être obtenues à partir d'embryons surnuméraires congelés, issus d'une fécondation in vitro, ou par clonage (par transfert du noyau d'une cellule dans un ovule préalablement privé du sien).
Ces cellules pourraient permettre la mise au point d'une thérapie cellulaire à de nombreuses pathologies dégénératives (par exemple régénération des neurones à dopamine lésés dans la maladie de Parkinson après réintroduction dans le cerveau, réparation du tissu musculaire cardiaque endommagé après un infarctus…).
Voir Cellule souche (médecine).
Les cellules souches embryonnaires humaines, isolées expérimentalement, sont prélevées dans l'embryon humain au stade de blastocyste, soit entre 5 et 7 jours. Ces prélèvements se font sur des embryons sains ou porteurs de pathologies génétiques, laissés de côté après des techniques d’assistance à la procréation telles que la fécondation in vitro et le diagnostic préimplantatoire. Avec le consentement des couples ayant conçu ces embryons surnuméraires, ils peuvent être utilisés à des fins de recherche. Un blastocyste contient un nombre restreint de cellules embryonnaires (entre 16 et 40), ce qui exige une grande précision dans les conditions de culture pour éviter les erreurs. Cependant, la prolifération théoriquement infinie de ces cellules permet, une fois une lignée créée, de les utiliser aisément, soit en les maintenant indifférenciées, soit en les orientant vers un type tissulaire spécialisé en les multipliant. Outre une meilleure compréhension des mécanismes d'auto-renouvellement et de différenciation, l'intérêt biomédical de ces cellules est manifeste, notamment pour les thérapies cellulaires. Néanmoins, une limite importante à leur utilisation en thérapie réside dans le risque d’incompatibilité immunologique entre donneur et receveur, ces derniers étant nécessairement distincts dans le cas des cellules souches embryonnaires humaine.

### Fœtales
Une cellule souche fœtale est un type de cellule souche multipotente d'origine fœtale. Elles peuvent être prélevées sur des fœtus issus d'une interruption volontaire de grossesse. Les cellules souches fœtales ont la particularité d'être déjà orientées vers un type cellulaire particulier.

### Adultes
Les cellules souches adultes sont des cellules indifférenciées que l'on trouve au sein de tissus qui sont composés en majorité de cellules différenciées dans la plupart des tissus et organes adultes. Ce sont généralement des cellules multipotentes. Elles sont capables de donner naissance à différentes lignées cellulaires d'un tissu donné. Elles sont la base du renouvellement naturel d'un tissu et de sa réparation à la suite d'une lésion.
Elles sont qualifiées de « somatiques » (du grec σῶμα / sỗma, « corps »), par opposition aux cellules germinales, et peuvent être trouvées non seulement chez les adultes, mais aussi chez les enfants et même dans le cordon ombilical.

## Caractéristiques

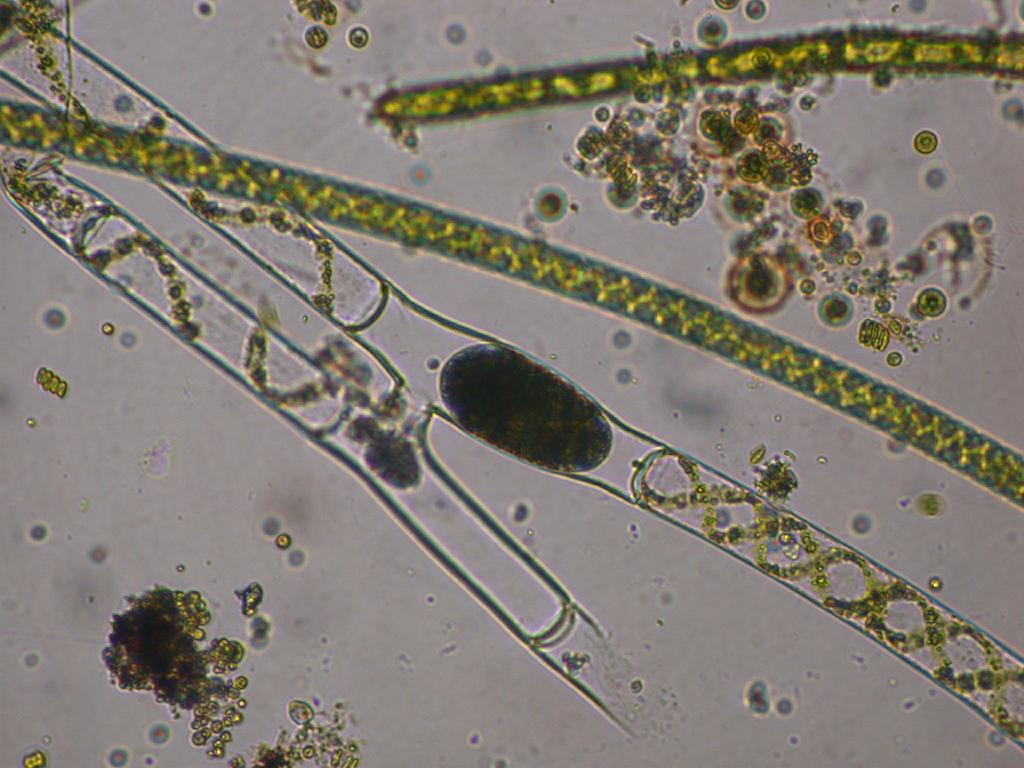
Un zygote : spirogyra sp.(zygnematales).

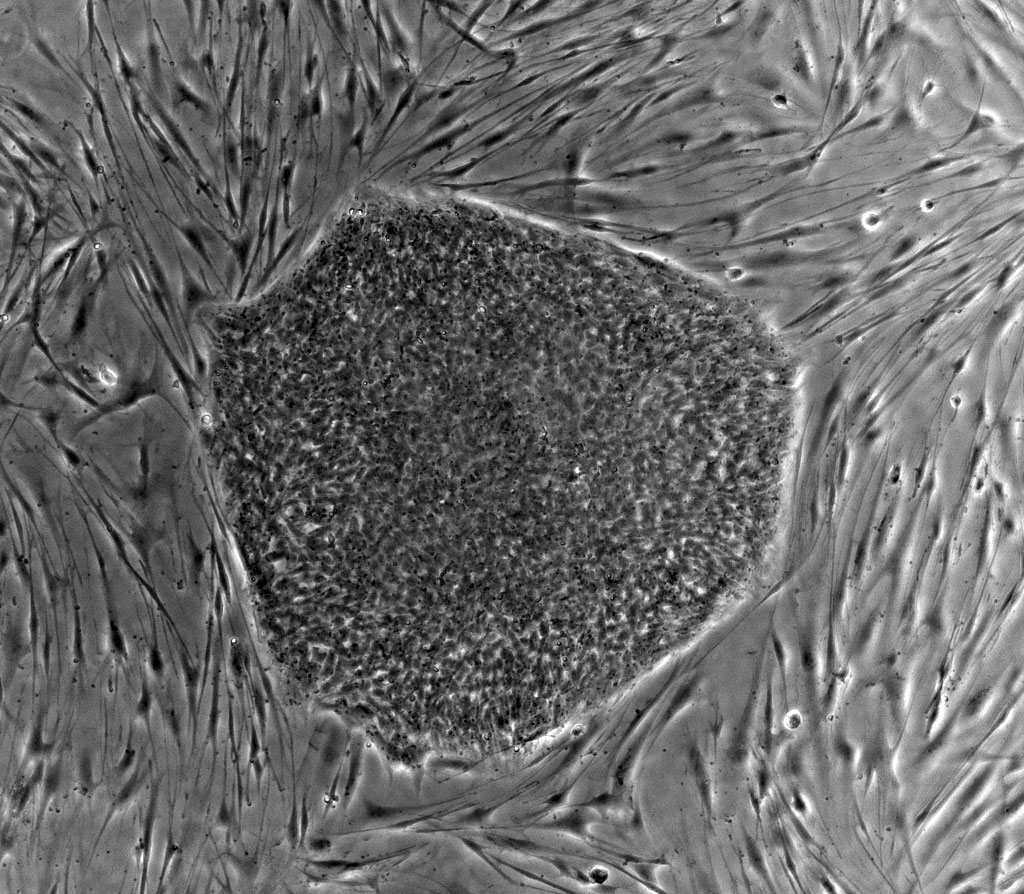
Colonie de cellule souche humaine en culture avec des fibroblastes murins.

Les cellules souches sont souvent capables d'effectuer deux types de division cellulaire : une, classique, elle est dite symétrique (la cellule se divise en  2 cellules souches) et une asymétrique, qui donne d'un côté un progéniteur, cellule plus différenciée, et de l'autre une cellule souche. Ainsi, c'est l'utilisation de la division symétrique qui permet à une population souche de maintenir son nombre plus ou moins constant lors de la production de cellules différenciées.
Il existe deux étapes dans la création d'une cellule différenciée :
- la différenciation, durant laquelle une cellule subit un changement qualitatif de phénotype. Par exemple, l’apparition de nouvelles protéines membranaires, due à l’activation de l’expression d’un gène donné. Une différenciation stricto sensu est donc un événement ponctuel ;
- la maturation où la cellule subit un changement quantitatif de phénotype. Cela correspond à l’augmentation de la production de certaines protéines, et donc nécessairement plus ou moins long.

On pourra ainsi distinguer trois phases lors de la formation d'un tissu différencié :
1. Une première dans laquelle les cellules souches se divisent et soit se renouvellent, soit créent des cellules déterminées. Cette phase ne comprend que des divisions mitotiques ;
2. Dans la phase suivante, qualifiée d’intermédiaire, les cellules déterminées sont des cellules de transit, elles subissent à la fois des mitoses et une maturation/différenciation. Elles deviennent donc de plus en plus mûres, tout en continuant à se diviser ;
3. La dernière phase est une phase de maturation : les cellules ne se divisent plus mais ne font plus que se différencier et mûrir, jusqu’à donner des cellules mûres, dotées de tout le matériel nécessaire à leur fonction.

Entre la première phase (prolifération sans différenciations) et la troisième (différenciations sans prolifération), la phase intermédiaire est très flexible, permettant des périodes de maturation plus ou moins longues, différent selon les lignées cellulaires.
Les cellules souches existent durant toute la vie de l'organisme, mais on peut distinguer, chez les mammifères notamment, les cellules souches embryonnaires et les cellules souches adultes.

## Fonctions

### Développement embryonnaire
Les cellules souches embryonnaires sont les cellules centrales du développement, puisqu'elles vont générer progressivement toutes les autres cellules de l'organisme, grâce à des étapes de différenciation et de prolifération finement orchestrées pour créer, finalement, un individu pluricellulaire viable.

### Organisme adulte

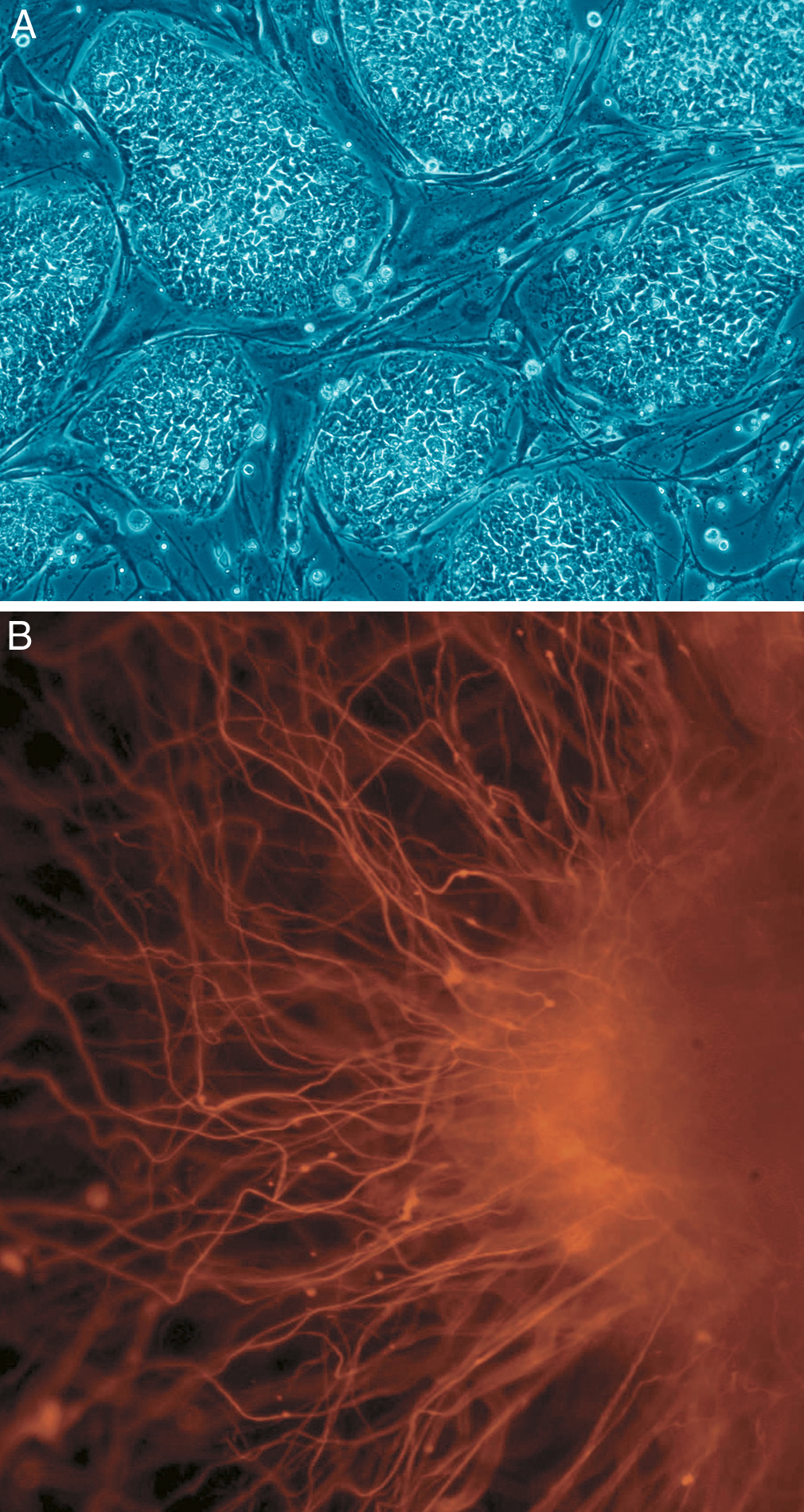
Cellules souches embryonnaires humaines :
A : cellules souches humaines encore indifférenciées.
B : cellules nerveuses.

Les cellules souches adultes sont beaucoup plus rares, puisqu'une fois le développement terminé, la nécessité de proliférer peut devenir dangereuse. Les cellules souches perdurent donc en des endroits restreints dans chaque tissu ; ces niches ont des mécanismes de maintien complexes et sont régulées pour ne produire que les cellules nécessaires au maintien d'un organisme fonctionnel.
Ces cellules souches sont moins « pluripotentes » que celles constituant l'embryon : elles ne peuvent produire que des cellules spécifiques de leur tissu. Par exemple, chez les mammifères adultes, les cellules souches hématopoïétiques régénèrent en continu les cellules du sang. Il existe également des cellules souches intestinales ainsi que des cellules souches neurales. Ces dernières ne sont présentes que dans deux régions distinctes du cerveau : l'hippocampe et la zone sous-ventriculaire (zone bordant les ventricules latéraux).
La présence de cellules souches peut servir différents mécanismes en fonction du tissu :
- les cellules souches seraient en partie responsables de la régénération des membres chez certains animaux. Ce phénomène existe ainsi chez certains vertébrés (comme le lézard, le triton ou la salamandre) ;
- l'organe contenant le tissu doit grandir soit durant la croissance, soit pour pouvoir assurer une fonction, par exemple le cœur des athlètes est plus gros, l'utérus grossit durant la grossesse, etc. ;
- les cellules vieillissent et meurent (par exemple les globules rouges, cellules sans noyau et privées d'ADN, dont la durée de vie est de 120 jours ou encore les kératinocytes de la surface de la peau) et celles-ci doivent se renouveler ;
- un traumatisme, une ischémie, ou d'autres phénomènes peuvent créer la mort de cellules qui doivent être régénérées ; cette régénération est parfois imparfaite soit par manque de cellules souches, soit parce que l'architecture du tissu est trop bouleversée (ce qui dépend à la fois du tissu et du dommage qu'il a subi).

## Découvertes
En 1961, les cellules souches ont été découvertes par le biophysicien James Till et son collègue Ernest McCulloch. En 1981, les cellules souches embryonnaires ont été identifiées chez la souris par Martin Evans, Kaufman et Martin,, et en 1998 chez l’homme par les équipes de l'Américain James Alexander Thomson, de Joseph Itskovitz-Eldor et de l'Israélien Benjamin Reubinoff,. En 2000, ce dernier transforme des cellules ES en neurones.
En 2006, les cellules souches pluripotentes induites (CSPi) sont découvertes indépendamment par Shinya Yamanaka et James Alexander Thomson. Ces cellules iPS sont des cellules matures qui permettent ainsi de donner naissance à tous types de cellules de l'organisme. Cette technique passe par ailleurs par la reprogrammation génétique en laboratoire. En outre, la manipulation génétique permet d’obtenir de telles lignées cellulaires sans destruction d’embryons. Cette découverte a été récompensée par le prix Nobel de médecine en 2012 pour Shinya Yamanaka.
Une avancée significative dans la recherche a été réalisée avec la création de cellules souches artificielles en laboratoire. En 2007, le biologiste japonais Shinya Yamanaka a mené une expérience de "reprogrammation induite" sur des cellules spécialisées, leur permettant de retrouver leurs caractéristiques initiales, notamment la pluripotence et l’ auto-renouvellement. Ces nouvelles cellules, appelées cellules souches pluripotentes induites (induced pluripotent stem cells, iPS), deviennent ainsi une alternative aux cellules souches embryonnaires humaines (CSEh) en tant que sujet d’étude. Dotées de propriétés biologiques similaires, elles contournent certains problèmes associés aux CSEh : l’obstacle éthique, car leur création n'implique pas la destruction d'embryons, et le risque d'immuno-incompatibilité, puisqu'elles peuvent être produites à partir des cellules du même individu. Cependant, la communauté scientifique reste partagée quant à leur potentiel à remplacer les CSEh et préfère souvent étudier les deux types de cellules dans une démarche comparative.

## Techniques de production
Il existe plusieurs types de techniques pour obtenir des cellules souches pluripotentes :
- à partir d'embryons (cellules souches embryonnaires) ;
- à partir d'œufs non fécondés ;
- à partir de cellules souches embryonnaires modifiées en laboratoire ;
- à partir d'une cellule mature reprogrammée génétiquement (voir CSPi) ;
- à partir d'une cellule différenciée et mature puis cultivées en laboratoire.

## Applications médicales
En médecine, les cellules souches animales et humaines font l'objet de nombreuses recherches depuis les années 1990, avec l'espoir de régénérer des tissus, voire d'en créer de toutes pièces, et idéalement de reconstruire des organes (thérapie cellulaire) de la même façon que les opozones, inventées par Auguste Lumière. Ces avantages potentiels ont suscité des expérimentations de clonage thérapeutique pour en maîtriser la fabrication en grand nombre.
Le premier médicament fabriqué à base de cellules souches est approuvé en mai 2012 par les autorités canadiennes. Il s'agit du Prochymal, une préparation obtenue à partir de cellules souches adultes mésenchymateuses.

## Thérapie à base de cellules souches pour les maladies humaines
L'objectif ultime de la thérapie à base de cellules souches est d'améliorer le mécanisme de réparation de l'organisme par la stimulation, la modulation et la régulation de la population de cellules souches endogènes et/ou la reconstitution du pool de cellules en vue de l'homéostasie et de la régénération des tissus. Depuis que le concept de cellules souches, avec leurs capacités uniques d'auto-renouvellement et de différenciation, a été présenté, elles ont fait l'objet d'innombrables recherches fondamentales et cliniques et sont décrites comme des agents thérapeutiques possibles. L'objectif premier de la médecine régénérative étant la régénération des tissus et le remplacement cellulaire, plusieurs types de cellules souches ont été utilisés pour atteindre ces objectifs, notamment les cellules souches pluripotentes humaines (hPSC), les cellules souches multipotentes et les cellules progénitrices.